# Zach Ertz
Zachary Adam Ertz (* 10. November 1990 in Orange, Kalifornien) ist ein US-amerikanischer American-Football-Spieler auf der Position des Tight Ends. Zurzeit spielt er bei den Washington Commanders in der National Football League (NFL). Zuvor spielte Ertz von 2013 bis 2021 bei den Philadelphia Eagles sowie 2022 bis 2023 bei den Arizona Cardinals.

## Frühe Jahre
Ertz ging in Danville, Kalifornien, auf die Highschool. Danach ging er auf die Stanford University, wo er zwischen 2009 und 2012 für das Collegefootballteam spielte. 2012 wurde er in das First-Team der Pacific-12 Conference und zum All-American gewählt. Außerdem war er Finalist für den John Mackey Award.

## NFL
Ertz wurde im NFL-Draft 2013 von den Philadelphia Eagles in der zweiten Runde an 35. Stelle ausgewählt. Am 9. Mai 2013 unterschrieb er einen Vertrag bei den Eagles. Am 3. November 2013 fing er seinen ersten Touchdown-Pass im Spiel gegen die Oakland Raiders. Insgesamt erzielte er in seiner Rookie-Saison 469 Yards bei 36 Passfängen und vier Touchdowns. In seinem ersten Play-off-Spiel am 4. Januar 2014 gegen die New Orleans Saints gelang ihm ebenfalls ein Touchdown. Am 25. Januar 2016 unterschrieb er einen Fünfjahresvertrag bei den Eagles. Am 4. Februar 2018 stand er mit den Philadelphia Eagles im Super Bowl LII gegen die New England Patriots. Diesen gewannen sie mit 41:33. Ertz erzielte in dem Spiel 67 Yards und einen Touchdown.
Am 15. Oktober 2021 wurde er im Tausch für einen Fünftrundenpick im NFL Draft 2022 und Cornerback Tay Gowan zu den Arizona Cardinals getradet. In elf Spielen fing er 56 Pässe für 574 Yards und drei Touchdowns. Vor Beginn der Saison 2022 verlängerte Ertz seinen Vertrag in Arizona und unterschrieb einen Dreijahresvertrag im Wert von 31,65 Millionen US-Dollar. Am 30. November 2023 lösten die Cardinals und Ertz den Vertrag in gegenseitigem Einvernehmen auf. In den Play-offs schloss Ertz sich im Januar 2024 vor dem NFC Championship Game dem Practice Squad der Detroit Lions an, kam aber nicht zum Einsatz und sein Vertrag lief mit der Niederlage der Lions im NFC Championship Game aus.
Am 12. März 2024 nahmen die Washington Commanders Ertz unter Vertrag.

### NFL-Statistiken
| 2013                               | Philadelphia Eagles   | 16  | 3   | 36  | 469  | 13,0 | 38 | 4  | 0 | 0 |
| 2014                               | Philadelphia Eagles   | 16  | 5   | 58  | 702  | 12,1 | 35 | 3  | 0 | 0 |
| 2015                               | Philadelphia Eagles   | 15  | 7   | 75  | 853  | 11,4 | 60 | 2  | 0 | 0 |
| 2016                               | Philadelphia Eagles   | 14  | 12  | 78  | 816  | 10,5 | 30 | 4  | 0 | 0 |
| 2017                               | Philadelphia Eagles   | 14  | 13  | 74  | 824  | 11,1 | 53 | 8  | 0 | 0 |
| 2018                               | Philadelphia Eagles   | 16  | 16  | 116 | 1163 | 10,0 | 34 | 8  | 1 | 0 |
| 2019                               | Philadelphia Eagles   | 15  | 15  | 88  | 916  | 10,4 | 30 | 6  | 1 | 1 |
| 2020                               | Philadelphia Eagles   | 11  | 11  | 36  | 335  | 9,3  | 42 | 1  | 0 | 0 |
| 2021                               | Philadelphia Eagles   | 6   | 3   | 18  | 189  | 10,5 | 28 | 2  | 0 | 0 |
| 2021                               | Arizona Cardinals     | 11  | 11  | 56  | 574  | 10,3 | 47 | 3  | 0 | 0 |
| 2022                               | Arizona Cardinals     | 10  | 10  | 47  | 406  | 8,6  | 32 | 4  | 0 | 0 |
| 2023                               | Arizona Cardinals     | 7   | 7   | 27  | 187  | 6,9  | 17 | 1  | 0 | 0 |
| 2024                               | Washington Commanders | 17  | 17  | 66  | 654  | 9,9  | 37 | 7  | 1 | 0 |
| Total                              | Total                 | 168 | 130 | 775 | 8088 | 10,4 | 60 | 53 | 3 | 1 |
| Quelle: pro-football-reference.com |                       |     |     |     |      |      |    |    |   |   |

## Persönliches
Ertz ist seit März 2017 mit der US-amerikanischen Fußballnationalspielerin Julie Ertz verheiratet.